# Azad (livre)
 (décembre 2024).
Si vous disposez d'ouvrages ou d'articles de référence ou si vous connaissez des sites web de qualité traitant du thème abordé ici, merci de compléter l'article en donnant les références utiles à sa vérifiabilité et en les liant à la section « Notes et références ».
Pour les articles homonymes, voir Azad.
Azad (« liberté » en arménien) est le premier roman publié de Mélanie Croubalian, paru en 2023. Il raconte l'histoire de Nayef, qui se retrouve à devoir fuir la Syrie en 2015 lors de la Bataille d'Alep. Pendant son voyage vers l'Europe, il lit le journal d'un certain Azad, médecin de guerre arménien, qui, un siècle plus tôt, sauva sa famille du génocide arménien et se réfugia à Alep. Durant tout son voyage, ce journal accompagne Nayef dans des épreuves que lui et Azad ont traversé, un siècle les séparant. Le jeune homme apprend à la fin du roman, bouleversé, que le médecin était l'ancien propriétaire de sa maison d'Alep, à présent détruite par la guerre, et qu'il avait légué son journal et la demeure aux arrière-grands-parents de Nayef.
Avant d'écrire Azad, Mélanie Croubalian a travaillé pendant 20 ans à la RTS en tant que journaliste. Le voyage d'Azad est inspiré de la vie de son arrière-grand-père. Azad est le lauréat du prix littéraire SPG pour l'année 2023. En 2024, Azad a été sélectionné pour le prix du roman des Romands.

## Résumé
Le 20 septembre 2015, le jour de son 20e anniversaire, Nayef se lève à Alep sous le choc d'une explosion. Il sort de son lit et découvre que sa famille a été tuée et sa maison détruite lors d'une frappe.
À la gare routière d'Alep, il retrouve ses amis Yusef et Jamal et les trois partent en direction de la Turquie. Ils traversent la frontière et prennent le lendemain un bus pour Izmir, où habite la tante de Nayef, Aisha.
Elle donne de l'argent et le numéro de téléphone d'un passeur à Nayef. Le jour d'après, il tente avec ses deux amis d'arriver en Europe sur le bateau du passeur, piloté par Yusef. Peu de temps après leur départ, ils sont repérés par les garde-côtes et Yusef est arrêté.
Pendant que Jamal trouve un travail, Nayef vend la montre de son grand-père qu'il venait de trouver et tente à nouveau la traversée, arrivant cette fois à Lesbos et ensuite au camp humanitaire de Mória. Au camp, il rencontre Sami, un syrien chrétien qui a également perdu sa famille dans la guerre civile.
Nayef poursuit son voyage avec Sami. Ils quittent la Grèce et traversent la Macédoine du Nord, la Serbie, la Croatie, la Hongrie, et l'Autriche, avant d'arriver en Allemagne, où ils se séparent. Sami part pour la Suède et Nayef en direction du Royaume-Uni. À Calais, il traverse la Manche en bateau. L'histoire prend fin à Sunderland, le 23 décembre 2015.

## Personnages
- Nayef : personnage principal, un syrien âgé de 20 ans qui fuit la Syrie en 2015 et entame un voyage vers l'Europe
- Azad : auteur du journal intime que lit Nayef, un soldat arménien pour l'armée britannique qui a déserté son poste et sauvé sa famille du génocide arménien
- Nadim : père de Nayef, arrêté après une manifestation contre le régime d'Assad, présumé mort par Nayef
- Mariam : mère de Nayef, arrêtée après une manifestation contre le régime d'Assad, présumée morte par Nayef
- Hamed : grand-père de Nayef, mort dans la frappe sur leur maison
- Aziza : grand-mère de Nayef, morte dans la frappe sur leur maison
- Layla : sœur de Nayef, morte dans ses bras lors d'une deuxième frappe sur la maison
- Aisha : tante de Nayef, vit à Izmir
- Yusef : ami et voisin de Nayef, voyage avec lui jusqu'à Izmir, où il se fait arrêté sur un bateau
- Jamal : ami de Nayef, voyage avec lui jusqu'à Izmir, où il trouve un travail
- Sami: rencontré par Nayef au camp de Mória (Grèce), reste avec lui jusqu'en Allemagne, où il part pour la Suède

## Les voyages de Nayef et d'Azad

Pays traversés par Nayef pendant son voyage

Après avoir fuit Alep, Nayef est parti à Kilis (Turquie), puis Başmakçı et Izmir. Il a ensuite traversé la frontière en bateau pour arriver à Lesbos (Grèce), puis Athènes. Son voyage lui a amené à traverser la Macédoine du Nord (passant par Gevgelija), la Serbie et la Croatie. Après avoir traversé la frontière hongroise, il est arrivé à Zákány, avant de continuer en passant par Klagenfurt (Autriche) et Nordhorn (Allemagne). La dernière partie de son voyage le voit traverser la Manche à Calais. À la fin du voyage, Nayef se trouve à Sunderland (Royaume-Uni).
Un siècle auparavant, en 1915, Azad a quitté Le Caire (Égypte, une colonie britannique à l'époque) pour rejoindre sa famille à Erevan (Arménie). Pendant son voyage, il a traversé l'Empire ottoman, dont l'Arménie faisait aussi partie à l'époque. Il se trouve finalement à Alep.
Ces lieux sont donnés à chaque déplacement dans Azad. Une carte se trouve à la page 4 qui montre les parcours de Nayef et d'Azad.